# Bruce McCune
Bruce Pettit McCune (nascut el 1952) és un liquenòleg, botànic, ecòleg vegetal i desenvolupador de programari estatunidenc per a l'anàlisi de dades ecològiques.

## Biografia
McCune va créixer a Cincinnati. Va completar el seu primer any d'universitat a la Universitat Lawrence a Appleton, Wisconsin, i després es va traslladar a la Universitat de Montana a la tardor de 1971. Allà es va graduar l'any 1974 amb una llicenciatura en botànica. De 1971 a 1974 McCune i la seva promesa, Patricia S. Muir, van passar un temps considerable al Mount Sentinel, on van investigar líquens, molses i altres plantes. Del 1974 al 1975 va viatjar i també va treballar durant dos estius a Montana per a la Oficina d'Administració de Terres. De 1976 a 1979 va ser estudiant de postgrau a la Universitat de Montana, on es va graduar amb un màster. L'agost de 1979 es va casar amb Patricia Muir. Es va graduar el 1975 amb una llicenciatura en botànica per la Universitat de Montana. El 1979 la parella es va matricular com a estudiants de postgrau a la Universitat de Wisconsin-Madison. Allí Bruce McCune va rebre l'any 1982 el seu doctorat amb una tesi sobre ecologia forestal i ella va rebre el 1984 el seu doctorat amb una tesi sobre ecologia vegetal. El 1984 va realitzar un postdoctorat a Indianapolis. A la Universitat Estatal d'Oregon va ser del 1987 al 1993 professor ajudant, del 1993 al 1999 professor associat i des del 1999 fins a l'actualitat professor titular. Patricia Muir also obtained a professorship at Oregon State University.
| « | Bruce ha publicat prolíficament en revistes i llibres. ... La seva recerca sobre líquens abasta ecologia, florística, conservació, resposta a la contaminació, creixement i desenvolupament i taxonomia. Bruce ha descrit moltes espècies noves, especialment en el gènere Hypogymnia, sobre el qual és una autoritat mundial, però també a Bactrospora, Hypotrachyna, Letharia, Pseudocyphellaria, Rhizocarpon, Rinodina i Trapeliopsis. ... És expert en mètodes d'anàlisi i modelització ecològica ... Al llarg de la seva carrera, Bruce ha estat un àvid col·leccionista formal de plantes, briòfits i líquens amb més de 37.000 números d'adhesió al seu nom. Aquests exemplars es dipositen en gran part a l'herbari de la Universitat Estatal d'Oregon o a l'herbari privat de Bruce. | » |

| « | Treballa en biodiversitat i ecologia de líquens i briòfits així com eines per a l'anàlisi de dades ecològiques multivariants. | » |

El gènere Bruceomices rep el seu nom en honor de Bruce McCune. Des del 2012 és membre del consell editorial de The Bryologist.
Ell i la seva dona tenen dues filles.

## Publicacions seleccionades

### Articles
- McCune, Bruce «Ecological Diversity in North American Pines» (en anglès). American Journal of Botany, 75, 3, 1988, pàg. 353–368. DOI: 10.1002/j.1537-2197.1988.tb13450.x. PMC: 7159465.
- Lesica, Peter; McCune, Bruce; Cooper, Stephen V.; Hong, Won Shic «Differences in lichen and bryophyte communities between old-growth and managed second-growth forests in the Swan Valley, Montana» (en anglès). Canadian Journal of Botany, 69, 8, 1991, pàg. 1745–1755. DOI: 10.1139/b91-222.
- McCune, Bruce «Gradients in Epiphyte Biomass in Three Pseudotsuga-Tsuga Forests of Different Ages in Western Oregon and Washington» (en anglès). The Bryologist, 96, 3, 1993, pàg. 405–411. DOI: 10.2307/3243870. JSTOR: 3243870.
- McCune, Bruce «Influence of Noisy Environmental Data on Canonical Correspondence Analysis» (en anglès). Ecology, 78, 8, 1997, pàg. 2617. DOI: 10.1890/0012-9658(1997)078[2617:IONEDO]2.0.CO;2. ISSN: 0012-9658.
- McCune, Bruce; Dey, Jonathan; Peck, Jeri; Heiman, Karin; Will-Wolf, Susan «Regional Gradients in Lichen Communities of the Southeast United States» (en anglès). The Bryologist, 100, 2, 1997, pàg. 145–158. DOI: 10.1639/0007-2745(1997)100[145:RGILCO]2.0.CO;2. JSTOR: 3244043.
- McCune, Bruce; Dey, Jonathan P.; Peck, Jerilynn E.; Cassell, David; Heiman, Karin; Will-Wolf, Susan; Neitlich, Peter N. «Repeatability of Community Data: Species Richness versus Gradient Scores in Large-Scale Lichen Studies» (en anglès). The Bryologist, 100, 1, 1997, pàg. 40–46. DOI: 10.1639/0007-2745(1997)100[40:ROCDSR]2.0.CO;2. JSTOR: 3244385.
- McCune, Bruce «Lichen Communities as Indicators of Forest Health» (en anglès). The Bryologist, 103, 2, 2000, pàg. 353–356. DOI: 10.1639/0007-2745(2000)103[0353:LCAIOF]2.0.CO;2. JSTOR: 3244162.
- McCune, Bruce; Rosentreter, Roger; Ponzetti, Jeanne M.; Shaw, David C. «Epiphyte Habitats in an Old Conifer Forest in Western Washington, U.S.A.» (en anglès). The Bryologist, 103, 3, 2000. DOI: 10.1639/0007-2745(2000)103[0417:EHIAOC]2.0.CO;2. ISSN: 0007-2745.
- Sillett, Stephen C.; McCune, Bruce; Peck, Jerilynn E.; Rambo, Thomas R.; Ruchty, Andrea «Dispersal Limitations of Epiphytic Lichens Result in Species Dependent on Old-Growth Forests» (en anglès). Ecological Applications, 10, 3, 2000, pàg. 789. DOI: 10.1890/1051-0761(2000)010[0789:DLOELR]2.0.CO;2. ISSN: 1051-0761.
- Ponzetti, Jeanne M.; McCune, Bruce P. «Biotic Soil Crusts of Oregon's Shrub Steppe: Community Composition in Relation to Soil Chemistry, Climate, and Livestock Activity» (en anglès). The Bryologist, 104, 2, 2001, pàg. 212. DOI: 10.1639/0007-2745(2001)104[0212:BSCOOS]2.0.CO;2. ISSN: 0007-2745.
- McCune, Bruce; Keon, Dylan «Equations for potential annual direct incident radiation and heat load» (en anglès). Journal of Vegetation Science, 13, 4, 2002, pàg. 603–606. DOI: 10.1111/j.1654-1103.2002.tb02087.x.
- Lesica, P.; McCune, B. «Decline of arctic‐alpine plants at the southern margin of their range following a decade of climatic warming» (en anglès). Journal of Vegetation Science, 15, 5, 2004, pàg. 679–690. DOI: 10.1111/j.1654-1103.2004.tb02310.x.
- McCune, B. «Nonparametric multiplicative regression for habitat modeling.» (en anglès). Universitat Estatal d'Oregon, 2006.
- McCune, Bruce «Non-parametric habitat models with automatic interactions» (en anglès). Journal of Vegetation Science, 17, 6, 2006, pàg. 819–830. DOI: 10.1111/j.1654-1103.2006.tb02505.x.
- McCune, Bruce «Improved estimates of incident radiation and heat load using non- parametric regression against topographic variables» (en anglès). Journal of Vegetation Science, 18, 5, 2007, pàg. 751–754. DOI: 10.1111/j.1654-1103.2007.tb02590.x.

### Llibres
- amb Trevor Goward & Del Meininger:  The Lichens of British Columbia, Part 1 (en anglès), 1994.
- amb Trevor Goward:  Macrolichens of the Northern Rocky Mountains (en anglès), 1995.
- amb Linda Geiser:  Macrolichens of the Pacific Northwest (en anglès), 1997.
- amb James Grace:  Analysis of Ecological Communities (en anglès), 2002.
- amb Roger Rosentreter:  Biotic Soil Crust Lichens of the Columbia Basin (en anglès), 2007.
- amb several others:  Montana Lichens: An Annotated List (en anglès), 2014.